# Jacopo Foroni
Jacopo Foroni (Valeggio sul Mincio, prop de Verona, 26 de juliol de 1825 - Estocolm (Suècia) 8 de setembre de 1858) fou un compositor italià del Romanticisme.
Estudià de forma brillant el piano i la composició, i després d'haver estrenat algunes produccions en diferents teatres, assolí molt d'èxit amb la seva òpera Margherita (Milà, 1848). El 1849 fou contractat per a dirigir l'orquestra del Teatre Reial d'Estocolm, i el 1851 retornà a Milà per posar en aquella ciutat en escena la seva nova òpera I gladiatori, d'un anticipat modernisme.
Entre les seves altres produccions hi figuren les òperes Cristina, regina di Svezia i L'avvocato Patelin,i nombroses simfonies que tingueren molt bona acollida.